# ドニャネシュワール・アガシェ
ドニャネシュワール・アガシェ（Dnyaneshwar Agashe、1942年4月17日 - 2009年1月2日）は、インドの実業家、クリケット選手、クリケット管理者、慈善家。
彼は1995年から1999年まで、インドのクリケットの管理委員会の副社長だった。彼は兄と父に続いてBrihanMaharashtra Sugar SyndicateLtd.の会長兼最高経営責任者を務めた。1969年にSuvarnaSahakariBankを設立した。

## ビジネスキャリア

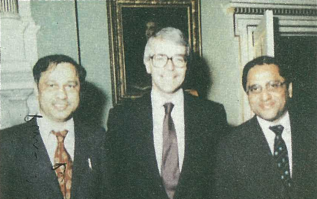
ジョン・メージャーとサンジャイ・ダルミアとのアガシェ。

## クリケットのキャリア

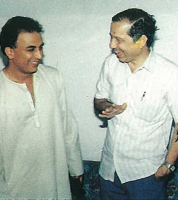
アガシェとスニールガヴァスカル。